# Camptoplites abyssicolus
Camptoplites abyssicolus är en mossdjursart som först beskrevs av Arnold Girard Kluge 1914.  Camptoplites abyssicolus ingår i släktet Camptoplites och familjen Bugulidae. Inga underarter finns listade i Catalogue of Life.